# دانشگاه لبنان
دانشگاه لبنان تنها مؤسسهٔ آموزش عالی دولتی در لبنان است که در ۱۹۵۱ تأسیس شده‌است. این دانشگاه دارای ۱۷ دانشکده است. دانشگاه لبنان در بیروت واقع شده‌است. ایجاد دانشگاه لبنان ایده ای بود که برای اولین بار در سخنرانی وزیر امور خارجه سابق آقای حمید فرنگیه در مراسم اختتامیه سومین کنفرانس یونسکو در بیروت در ۱۱ دسامبر ۱۹۴۸ به آن اشاره شد و طی آن وی گفت: «لبنان. امیدواریم شاهد ایجاد دانشگاه لبنانی با روحیه یونسکو باشیم.»

## رتبه‌بندی
در رتبه‌بندی دانشگاه‌های جهان QS در سال ۲۰۲۲ دانشگاه آمریکایی لبنان در رده ۵۹۰–۵۸۱ دنیا قرار گرفته‌است.

## دانشکده‌ها
1. دانشکدهٔ ادبیات و علوم انسانی
2. دانشکدهٔ حقوق، علم سیاست و اداره امور عمومی
3. دانشکدهٔ علمs
4. دانشکدهٔ علوم اجتماعیs
5. دانشکدهٔ هنرهای زیبا
6. دانشکدهٔ علوم پرورشی
7. دانشکدهٔ روزنامه‌نگاری و سندپردازی
8. دانشکدهٔ مدیریت بازرگانی مدیریت بازرگانی و علم اقتصادs
9. دانشکدهٔ مهندسی
10. دانشکدهٔ کشاورزی
11. دانشکدهٔ بهداشت عمومی
12. دانشکدهٔ پزشکی
13. دانشکدهٔ دندان‌پزشکی
14. دانشکدهٔ داروسازی
15. دانشکدهٔ گردشگری و هتلداری